# سابا تاوادزه
سابا تاوادزه (انگلیسی: Saba Tavadze؛ زادهٔ ۱۴ فوریهٔ ۱۹۹۳) بازیکن فوتبال اهل گرجستان است.
از باشگاه‌هایی که در آن بازی کرده است می‌توان به باشگاه فوتبال دینامو تفلیس اشاره کرد.